# Phyllonorycter bifurcata
Phyllonorycter bifurcata är en fjärilsart som först beskrevs av Tosio Kumata 1967.  Phyllonorycter bifurcata ingår i släktet guldmalar, och familjen styltmalar. Inga underarter finns listade i Catalogue of Life.